# Fernando Sor
Fernando Sor, španski skladatelj in kitarist, * (krstni datum) 14. februar 1778, Barcelona, † 10. julij 1839, Pariz.
Poznan je tudi pod vzdevkom kitarski Beethoven.
Rojen je bil v družini z vojaško tradicijo, ki jo je nameraval nadaljevati, vendar je vojaško kariero prekinil zaradi ljubezni do glasbe, katere se je učil v samostanu Montserrat pri Barceloni, dokler mu ni umrl oče. Ko je Napoleon Bonaparte osvojil Španijo (1808) je začel pisati nacionalistično glasbo za kitaro, pogosto spremljano z domovinskimi besedili. Ko je bila španska vojska poražena, je prevzel administracijsko delo v vladi okupatorja, leta 1813, po porazu Francozov, pa je skupaj z drugimi simpatizerji (umetniki in aristokrati) emigriral iz Španije in se ni nikoli vrnil v domovino.
Preostanek življenja je bival v Parizu, kjer je v umetniških krogih dosegel velik sloves skladatelja in kitarista. Do leta 1827 je imel nekaj uspešnih koncertnih turnej po Evropi, kasneje pa se je posvečal večinoma kompoziciji in v tem obdobju so nastala njegova najboljša glasbena dela. Sorova zadnja skladba je maša v spomin njegovi hčeri, ki je umrla leta 1837. Njena smrt je že sicer bolnemu in ostarelemu skladatelju povzročala močne depresije in 2 leti kasneje je umrl.